# رافائل مارکز مندز
رافائل مارکز مندز (زادهٔ ۲۵ مارس ۱۹۷۵) بوکسور بازنشسته اهل مکزیک است که از سال ۱۹۹۵ تا ۲۰۱۳ به رقابت پرداخت. او دو بار قهرمان جهان در دو دسته وزنی مختلف بوده است؛ به‌طوری‌که عنوان قهرمانی دسته بنتام‌وید در فدراسیون بین‌المللی بوکس را از سال ۲۰۰۳ تا ۲۰۰۷ در اختیار داشت و عناوین قهرمانی شورای جهانی بوکس، رینگ مجله و قهرمانی فوق بنتام‌وید را در سال ۲۰۰۷ به‌دست‌آورد. همچنین، او عنوان قهرمانی سازمان بین‌المللی بوکس در دسته بنتام‌وید را از سال ۲۰۰۵ تا ۲۰۰۷ در اختیار داشت و در سال ۲۰۱۱ برای یک بار به مبارزه برای عنوان قهرمانی سازمان جهانی بوکس در دسته فوق سبک پرداخت. مارکز در سال ۲۰۲۳ به عنوان بخشی از مشاهیر بوکس جهانی به تالار بین‌المللی مشاهیر بوکس وارد شد.
مارکز به خاطر قدرت ناک‌اوت قابل‌توجه و سبک مبارزه تحت فشار بی‌وقفه خود شناخته می‌شد. برادر بزرگ‌تر او، خوان مانوئل مارکز، نیز بوکسور پیشین و قهرمان چندین‌باره جهان بوده است.

## دوران حرفه‌ای
مارکز حرفه بوکس خود را با شکست ناک‌اوت در دور هشتم مقابل ویکتور ربانالس، قهرمان پیشین شورای جهانی بوکس، آغاز کرد.
مارکز با پیروزی در مقابل قهرمان دو دسته وزنی و کسی که بعدها عضو تالار مشاهیر بوکس شد یعنی مارک جانسون به شهرت بسیاری رسید. در دیدار بازگشتی، مارکز جانسون را در دور هشتم در مبارزه‌ای برای تعیین قهرمان بنتام‌وید فدراسیون بین‌المللی بوکس ناک‌اوت کرد.

### بنتام‌وید
مارکز در ۱۵ فوریه ۲۰۰۳، با ناک‌اوت تیم آستین موفق به کسب عنوان قهرمانی فدراسیون بین‌المللی بوکس شد که به‌عنوان یک شگفتی بزرگ تلقی می‌شد. آستین تا آن باخت، در ۱۰ مبارزه قهرمانی نباخته بود. مارکز به دفاع‌های موفق خود از عنوان ادامه داد و در مجموع هفت بار از عنوان خود دفاع کرد. دفاع‌های برجسته او شامل دو پیروزی بر ماوریسیو پاسترانا، قهرمان پیشین سبک‌وزن، یک پیروزی با تصمیم داوران در برابر ریکاردو واراگاس و دو پیروزی ناک‌اوتی در برابر سایلنس مابوزا، قهرمان پیشین سازمان بین‌المللی بوکس بود.

### فوق بنتام‌وید
مارکز به دسته وزنی بالاتر صعود کرد و در دور هفتم مسابقه‌ای در برابر اسرائیل واسکز، قهرمان شورای جهانی بوکس در دسته وزنی فوق بنتام‌وید را شکست داد و عنوان قهرمانی را به‌دست‌آورد. با این حال، در دیدار بازگشتی در ژوئیه ۲۰۰۷، مارکز عنوان خود را پس از شکست در دور ششم، زمانی که داور مبارزه را متوقف کرد، از دست داد. این دیدار بازگشتی به عنوان بهترین مبارزه سال ۲۰۰۷ شناخته شد. در سومین دیدار از سه‌گانه آنها، رافائل در نتیجه تصمیم‌گیری داوران شکست خورد و امتیازها به ترتیب ۱۱۳–۱۱۲ و ۱۱۴–۱۱۱ به نفع واسکز و یک داور نیز ۱۱۴–۱۱۱ به نفع مارکز رای داد. اگر نه به خاطر کسر امتیاز به دلیل ضربه به پایین در دور دهم، ممکن بود مارکز این مبارزه را نبازد. مارکز و ترویج‌کننده‌اش، گری شاو، ادعا کردند که ضربه در خط کمربند بود و نباید امتیاز کسر می‌شد. مارکز توانست واسکز را برای اولین بار در این سه‌گانه در این سومین مبارزه به زمین بیندازد، اما واسکز در ثانیه‌های پایانی دور دوازدهم مارکز را به زمین انداخت و پیروزی را به‌دست‌آورد و پنجمین شکست مارکز در تمام رقابت‌هایش را برای او رقم زد.
مارکز در رده‌بندی آن دسته از نظر مجله رینگ در جایگاه سوم قرار داشت. او در دسته وزنی بنتام‌وید در رتبه نخست قرار داشت. او بعداً به عنوان بهترین بوکسور در دسته فوق بنتام‌وید نیز انتخاب شد.

### فوق سبک
مارکز بیش از یک سال غیرفعال بود و روند بهبودی از سه‌گانه خود با واسکز را پشت سر می‌گذرانید زیرا جراحت‌های بسیاری از این سه مسابقه دیده بود. در ۲۳ مه ۲۰۰۹، او با پیروزی ناک‌اوت در دور سوم در مقابل خوزه فرانسیسکو مندوزا در دسته فوق سبک به رینگ بازگشت.
در هفته اول مه ۲۰۱۰، مارکز آخرین و چهارمین مبارزه خود با اسرائیل واسکز را اعلام کرد. پس از سه مبارزه حماسی، واسکز و مارکز برای چهارمین بار در ۲۲ مه ۲۰۱۰ در استیپلز سنتر در لس آنجلس، کالیفرنیا به مصاف یکدیگر رفتند. این مبارزه «یک‌بار و برای همیشه» نامیده شد و به‌طور زنده از برنامه شوتایم پخش شد. مارکز با پیروزی ناک‌اوت در دور سوم بر واسکز پیروز شد و تساوی را در مجموع دو برد برای هر یک از آنها رقم زد.
پس از آن، مارکز بیان کرد:
"مبارزه پنجم می‌تواند ممکن باشد اگر طرفداران آن را بخواهند. این چیزی است که من برای آن زندگی می‌کنم. اسرائیل واسکز یک بوکسور بزرگ است."
در مبارزه بعدی خود، او قرار بود در تاریخ ۱۸ سپتامبر ۲۰۱۰ به مصاف قهرمان بدون شکست سازمان جهانی بوکس در دسته فوق سبک خوان مانوئل لوپز برود، اما مبارزه به دلیل آسیب دیدگی انگشت شست که مانع از تمرین او شد، به تأخیر افتاد. مارکز در نهایت در دور هشتم با ناک‌اوت فنی شکست خورد زیرا نتوانست به دلیل آسیب دیدگی شانه به مبارزه ادامه دهد. پس از مبارزه، مارکز گفت که او با وجود آسیب دیدگی شانه راست قبل از مبارزه، تصمیم به ادامه مبارزه گرفته بود چون نمی‌خواست تأخیر دومی در برگزاری مسابقه ایجاد کند. به گفته مارکز، او در دور سوم در حین تبادل ضربات دوباره به آسیب دیدگی خود دچار شد. او همچنین ابراز علاقه به دیدار با لوپز در مبارزه‌ای دوباره کرد. بعداً مشخص شد که مارکز در طول مبارزه دچار شکستگی جزئی در کتف راست خود شده و به شش ماه زمان برای بهبود از آسیب نیاز دارد.

### بازگشت به فوق بنتام‌وید
در ۱۶ ژوئیه ۲۰۱۱، مارکز در کانکون با همان رویدادی که برادرش، خوان مانوئل، به مصاف ادواردو بسریل رفت، به رینگ بازگشت.
مارکز پس از پیروز در برابر بسریل در تاریخ ۱ اکتبر در ورزشگاه ام‌جی‌ام گرند گاردن آرنا در لاس‌وگاس با قهرمان فوق بنتام‌وید شورای جهانی بوکس، توشی‌اکی نیشیوکا، به مبارزه پرداخت. مارکز با رأی قاطع داوران شکست خورد.